# Elaphropus granarius
Elaphropus granarius är en skalbaggsart som beskrevs av Pierre François Marie Auguste Dejean. Elaphropus granarius ingår i släktet Elaphropus och familjen jordlöpare. Inga underarter finns listade i Catalogue of Life.